# HD 194433
HD 194433，又名CD-3713741，SAO 212126、HR 7808，是一颗恒星，视星等为6.25，位于銀經4.46，銀緯-34.26，其B1900.0坐标为赤經20h 20m 24.3s，赤緯-37° -34.26′ 36″。